# ISO/IEC 14598

La norma ISO/IEC 14598 establece un marco de trabajo para evaluar la calidad de los productos de software en 6 etapas. Proporciona métricas y requisitos para los procesos de evaluación. 

## Descripción
Las series de estándares de la ISO/IEC 14598 proveen métodos para las mediciones y evaluaciones de la calidad de un producto de software. No describen ni los métodos para evaluar los procesos de producción del software ni los métodos de predicción de costos. Además dan una vista de los procesos de evaluación de un producto de software, proveen guías y requisitos de evaluación y dan una explicación de cómo el modelo de calidad puede ser aplicado en la evaluación de un producto de software.
Esta norma está diseñada para ser usada  por peritos, adquisidores y evaluadores independientes, particularmente para aquellos que se responsabilizan de la evaluación de productos de software. Los resultados de la evaluación producidos por la aplicación de los estándares de la ISO/IEC 14598 pueden ser usados por administradores y por desarrolladores y personas encargadas del mantenimiento para medir el “acatamiento” de los requisitos y para hacer mejoras en donde sea necesario. Los resultados de la evaluación también pueden ser usados por analistas para establecer las relaciones fundamentales entre las métricas internas y las externas. El personal de mejoras de procesos puede usar los resultados de la evaluación para determinar cómo los procesos pueden ser mejorados por medio del estudio y la evaluación de la información de la calidad del producto.

## Organización
Las 6 partes en las que se divide son:
- ISO/IEC 14598-1, este marco de trabajo provee un panorama general de las otras 5 partes y relaciona la evaluación del producto software y el modelo de calidad definido en la norma ISO 9126.

- ISO/IEC 14598-2, planificación y gestion, contiene los requerimiento y las guías para las funciones de soporte tales como el planeamiento y gestión para la evaluación  del producto del software. Esta norma ya fue retirada (withdrawn) por la ISO/IEC.

- ISO/IEC 14598-3, trata sobre el proceso para desarrolladores, esta parte provee los requerimientos y las recomendaciones para la evaluación del producto del software cuando la evaluación es conducida en paralelo con el desarrollo y se lleva a cabo por el desarrollador. Esta norma ya fue retirada (withdrawn) por la ISO/IEC.

- ISO/IEC 14598-4, esta parte trata sobre el proceso para compradores que provee los requerimientos y las recomendaciones de evaluación del producto de software comercial personalizado o modificación de un producto existente realizada para garantizar a los compradores si este cumple los requisitos especificados. Esta norma ya fue retirada (withdrawn) por la ISO/IEC.

- ISO/IEC 14598-5, es sobre el proceso de evaluadores que son orientaciones o recomendaciones para la aplicación práctica de la evaluación del producto del software cuando las diversas partes intentan comprender, aceptar y confiar los resultados de la evaluación.

- ISO/IEC 14598-6, por último la parte 6 trata de la documentación de los módulos de evaluación, provee las guías para la documentación del mismo, estos módulos representan la especificación del modelo de calidad de las correspondientes métricas internas y externas que serán aplicadas a una evaluación en particular incluye métodos y técnicas de evaluación más las mediciones actuales resultantes de su aplicación.

## Características
La norma define las principales características del proceso de evaluación
- Repetitividad.
- Reproducibilidad.
- Imparcialidad.
- Objetividad.

Para estas características se describen las medidas concretas que participan:
- Análisis de los requisitos de evaluación.
- Evaluación de las especificaciones.
- Evaluación del diseño y definición del plan de evaluación.
- Ejecución del plan de evaluación.
- Evaluación de la conclusión.

## Beneficios del estándar
1. Los desarrolladores pueden usar los resultados de la evaluación con el fin de hacer mejoras en el producto o tomar decisiones sobre la estrategia de evolución que seguirá el producto software.
2. Para los proveedores de un producto, un beneficio de dicha evaluación puede ser añadir un valor al producto, puesto que el hecho de que cumple el estándar es sinónimo de que el producto posee cierta calidad.
3. Para los adquirientes del producto, los resultados de evaluación pueden ser usados como un dato objetivo a la hora de decidir si adquirir o no el producto.
4. Para la industria en general, la difusión de la evaluación de productos de software ayudará a que se utilice la calidad como un argumento de marketing.

## Norma ISO/IEC 14598 e ISO 9126
La norma ISO/IEC 9126 define un modelo de calidad de propósito general, describe un conjunto de características de calidad y brinda ejemplos de métricas. Mientras que la norma ISO/IEC 14598 da una descripción general de los procesos para la evaluación de productos de software así como también guías y requerimientos para la evaluación. Por esta razón se recomienda su uso conjunto. A continuación se incluye un esquema que describe la forma en que las diferentes de estas dos normas se podrán utilizar.

## Certificación
Podemos encontrar más información sobre la certificación de la primera parte de la norma a través de AENOR (Asociación Española de Normalización y Certificación(AENOR)

## Enlaces de interés
- ISO 9126
- ISO 9000